# Крилате колесо

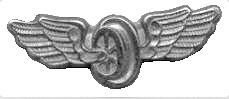
Крилате колесо

Крилате колесо - символ залізниці та залізничного транспорту. Колесо символізує швидкість, яка була надзвичайною порівняно з іншими видами транпорту в час появи залізниць. Поки літаки проектувалися для виробництва, рекорди швидкості давали залізничні транспортні засоби. Символ у геральдиці використовується дуже рідко і, як правило, представлений залізничним колесом (спицеве колесо з фланцем) з (пташиним) крилом з кожного боку на висоті маточини.

## Історія та використання

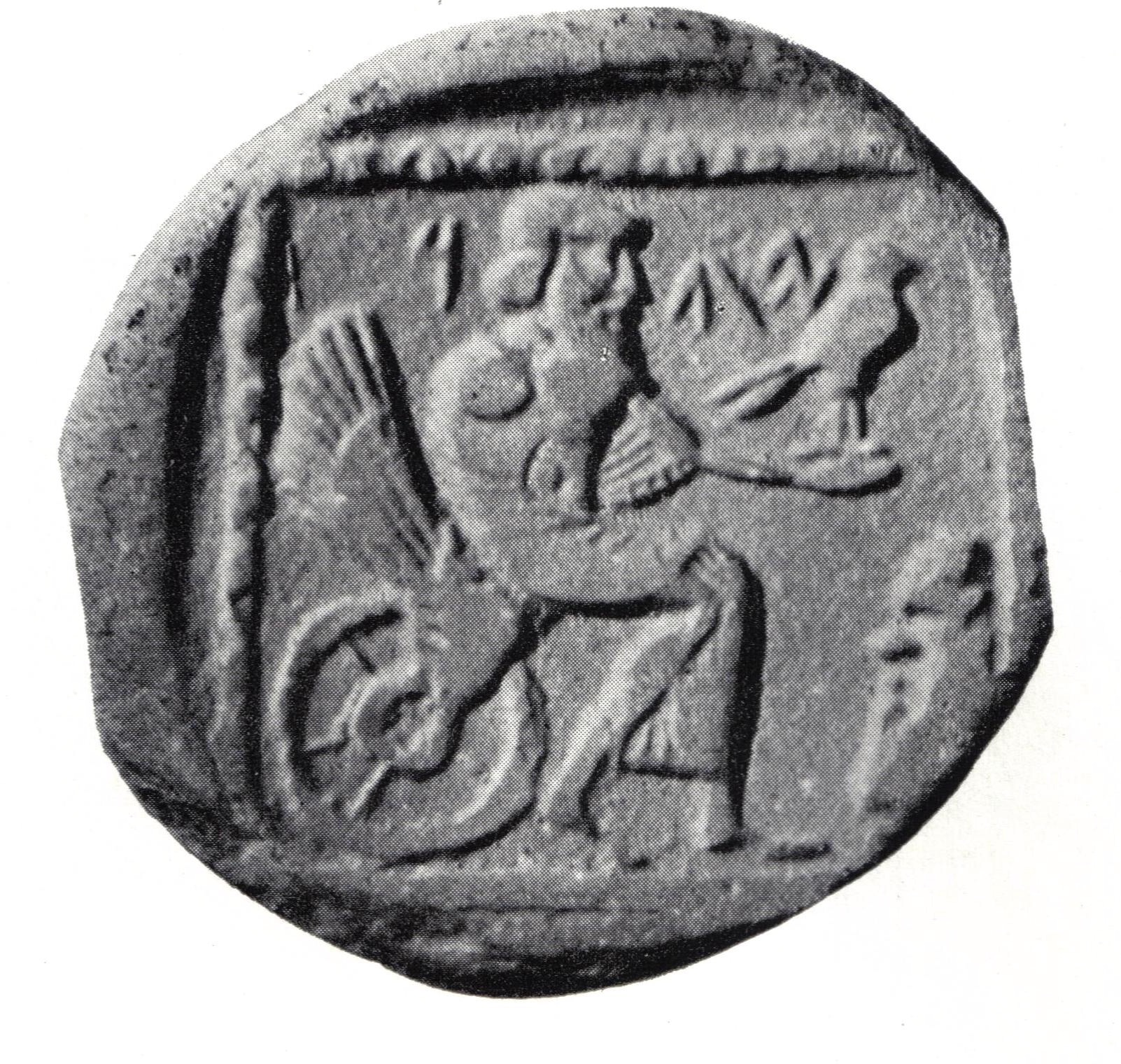
Реверс монети з невідомим богом на крилатому колесі (IV ст. до р.Хр.)

Ймовірно, колесо бере свій початок із зображень крилатого посланця богів Гермеса, якого можна знайти в римському еквіваленті у бога Меркурія (повноваження якого охоплюють торгівлю) і який був богом торговців. Римська міфологія пов'язує Меркурія та Мінерву з торгівлею та ремеслом, тому вони стали їх символами та алегорією. Гермес / Меркурій зображений із крилами на шоломі та інколи на взутті. Як символ швидкості, його можна розглядати листоношу на пошті у Фленсбурзі.
Крилате колесо як символ залізниці з'явився порівняно давно.
- Вже в 1835 році колесо було розміщене на пам'ятній монеті Людвігської залізниці в Баварії за часів Людвига І. Він карбував історичний талер маршруту від Нюрнберга до Фюрта. На реверсі монети була лежача жіноча фігура в античному одязі та зачіскою, що тримає в правій руці палицю Меркурія з накинутим навколо неї лавровим вінком, а лівою рукою тримається на крилатому колесі. Напис на монеті читає всюди у верхній частині: ERSTE EISENBAHN IN TEUTSCHLAND MIT DAMPFWAGEN / VON NÜRNBERG NACH FÜRTH, в нижній частині: ERBAUT / 1835.[2]
- З 1840 року він використовувався як символ на однострої працівників залізниці у Мюнхен-Авгсбурзі.[3]
- 30 листопада 1853 року робоче колесо було запроваджене як символ залізниці у Пруссії.
- Ще до перетворення на приватну компанію Deutsche Bundesbahn або Deutsche Bahn у Німеччині (врешті-решт, на початку 1994 р.) використовувалося крилате колесо.[4]

Живописне та пластичне зображення сильно відрізняється від пізніше використовуваного і має призначатися зображенню вигляду збоку.
Окрім Німеччини, цей символ використовувався і в інших країнах. Про те, що це був загальний символ, свідчить його пізніше використання у всьому світі. Важливо зазначити, що крильчатка дуже рідко зустрічається на залізницях у Великої Британії, де зазвичай використовують емблемоподібні логотипи.

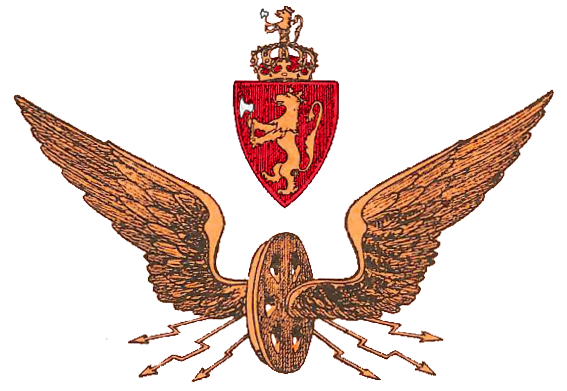
Емблема державної залізниці Норвегії (1920)

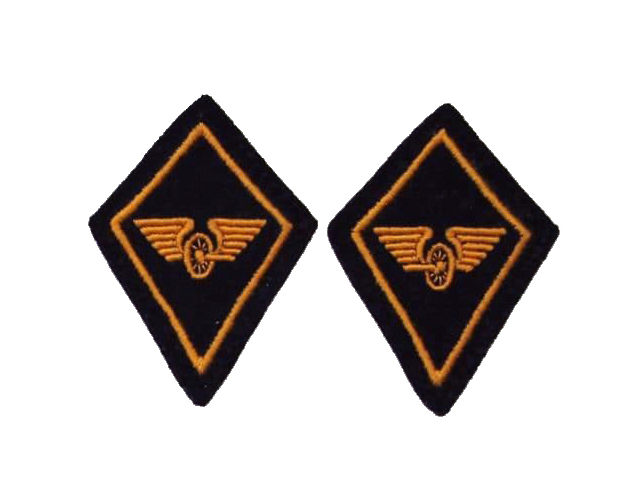
Вкладка коміра для служби швейцарської військової залізниці

Майже 150 років цей символ носив кожен залізничник у різних варіантах на однострої, шапках та супутніх предметах. Це була метафора залізниці. Символ був розширений за рахунок місцевих змін та коригувань: часто забезпечувався короною країни, якщо вона була монархією, наприклад у Пруссії, Вюртемберзі чи Баварії. Свої висловлювання та претензії робили і менші держави, як Велике герцогство Баден, яке наділило крилате колесо короною. Колір символу в основному базувався на рівномірних ґудзиках, наприклад золото в Пруссії та срібло в Баварії. Він був виготовлений з тканини з вишивкою, як чиста вишивка, так і з металу для форми. Робоче колесо можна було надрукувати або вибити на предметах, що належали залізницям або пов'язаним компаніям (винятком із використання логотипу є, наприклад, Mitropa та DRG). У публікаціях (крім розкладу руху) крилате колесо використовувалось як легко впізнаваний символ залізниці. Символ використовували не лише державні установи, а й інші установи.
За винятком офіційної зони, символ або термін використовували багато дозвільних та допоміжних організацій державних залізниць (наприклад, чоловічий хор Flügelrad або ESV Flügelrad).
Про те, як має працювати "крилате колесо", часто згадують у літературі чи сатирично:
- чи стукають крила і крутиться лише колесо;
- чи крила залишаються нерухомими, а колесо котиться;
- чи крила залишаються твердими і обертаються за кермом;
- чи крила стукають і обертаються колесом.

Також не відповідає дійсності те, що колеса крил використовуються у крилових поїздах на крилових коліях, які зупиняються на крилових станціях.

## Зовнішній вигляд та варіанти
За замовчуванням є три подання фігури:
- "вид збоку" з плоским колесом і (пташиними) крилами як найдавніша версія;[8][9]
- пластичні або напівпластичні зображення колеса поїзда з двома пташиними крилами або одним пташиним крилом;
- "вигляд спереду" зі стилізованим зображенням крил та ходової поверхні колеса та обода колеса у вигляді двох брусків.[10][11][9].

До класичного дизайну в наш час вносяться зміни, щоб представити такі сектори, як трамваї чи електричні операції, наприклад, додавши зазубрені блискавки. Так, Словацька державна залізниця (Železnice Slovenskej republiky ) має стилізоване зображення крилатого колеса.

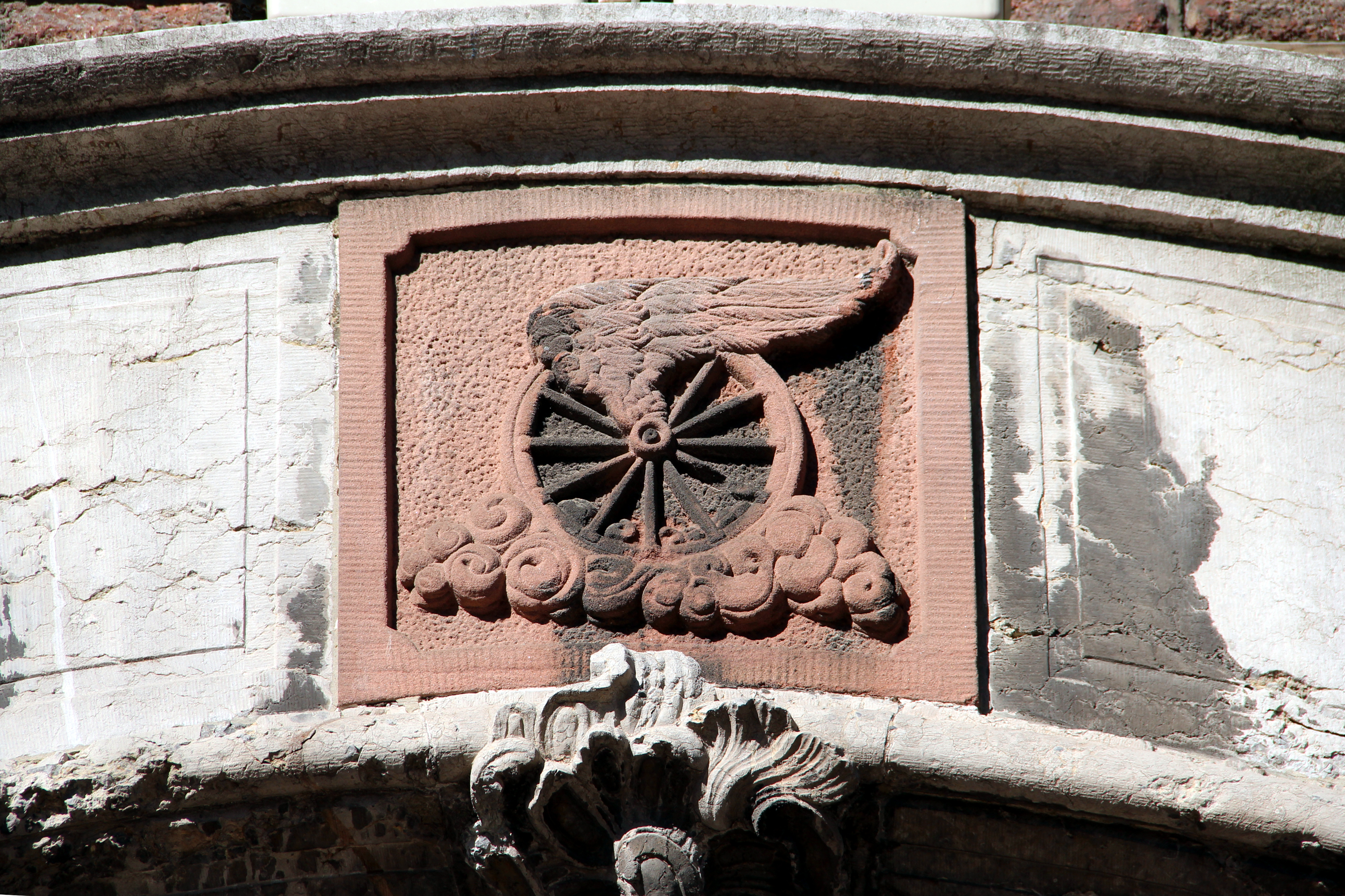
Еупен, Маркплац 8
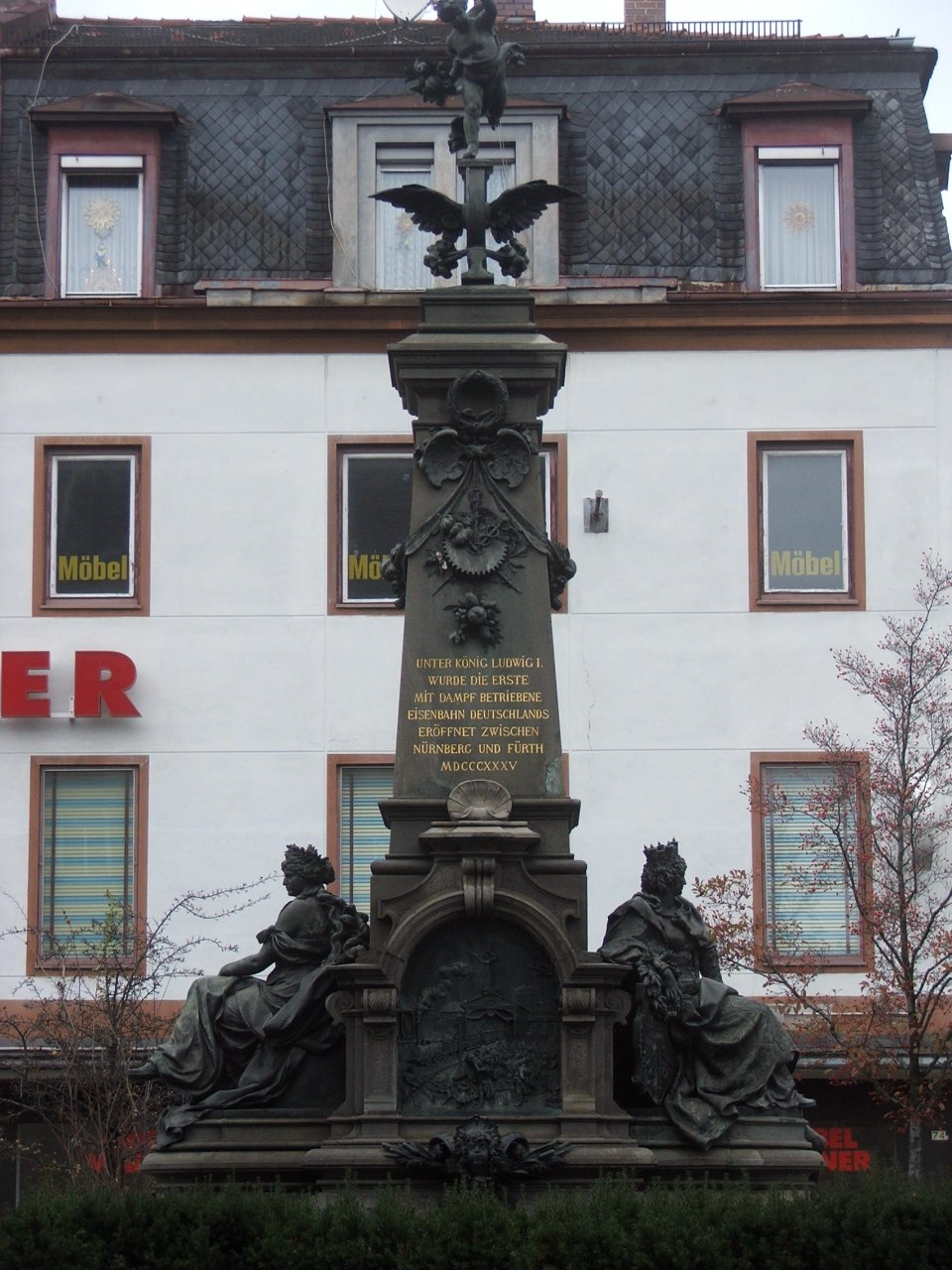
Меморіал залізниці в Нюрнберзі
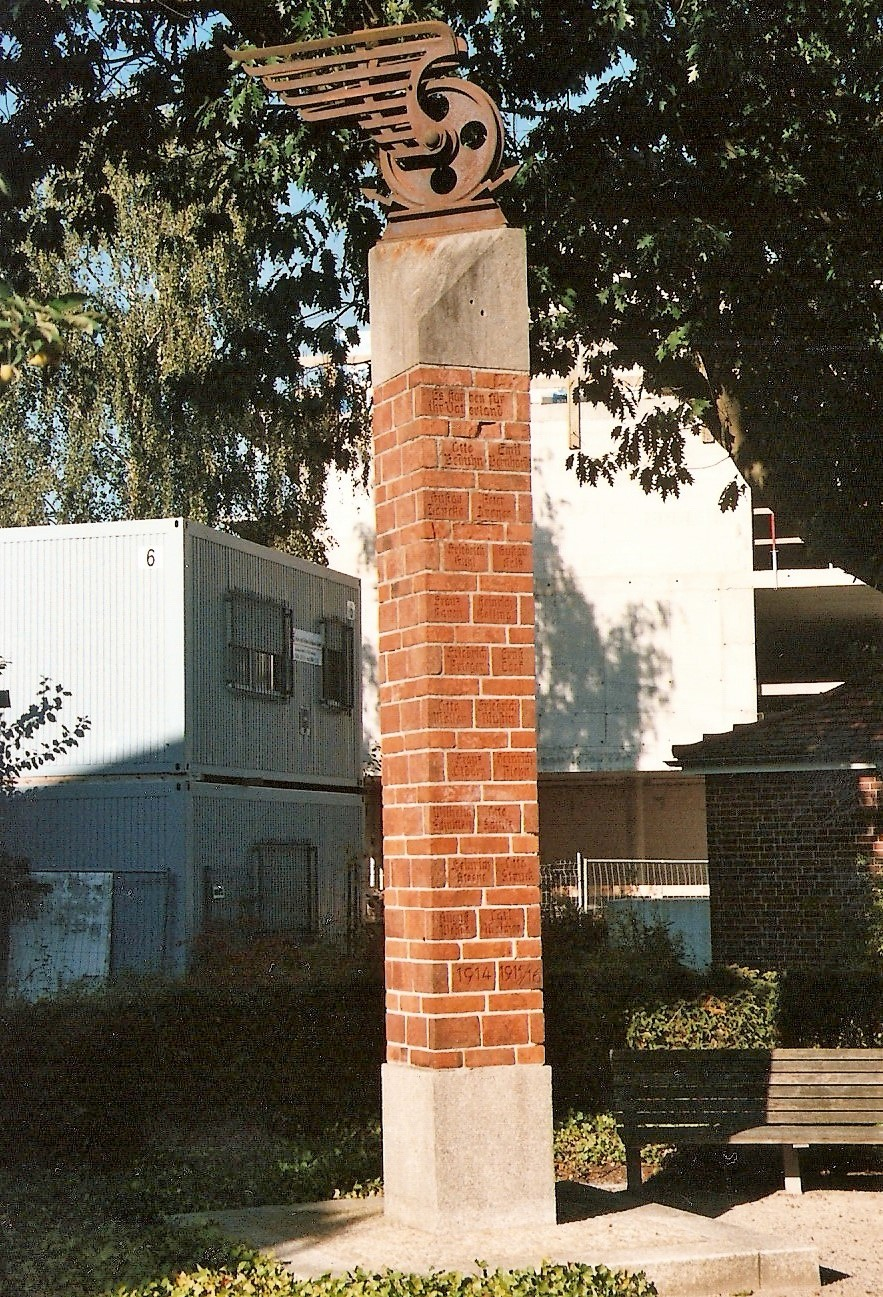
Меморіал загиблим трамваям у Любеку
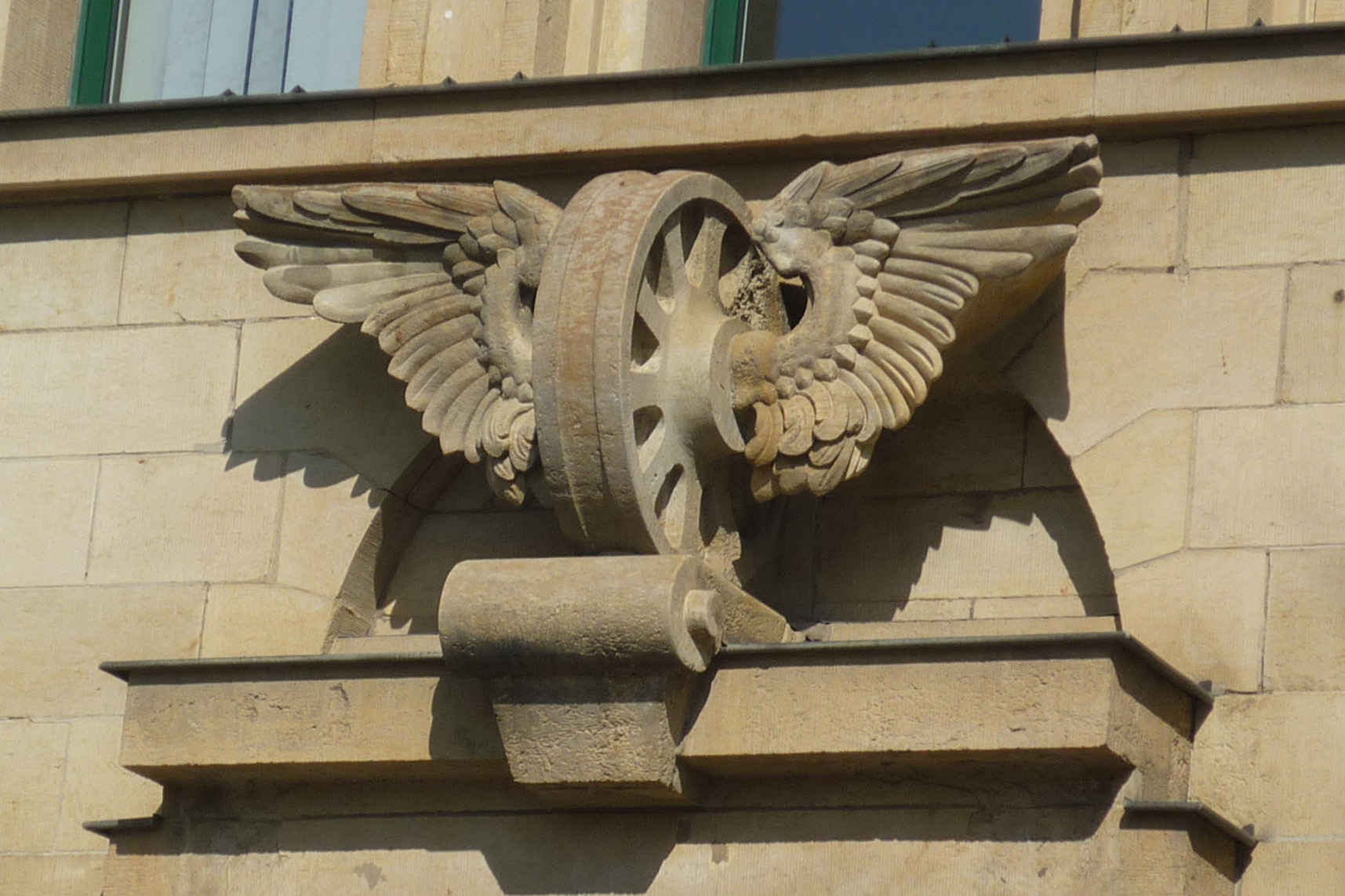
Крилате колесо Deutsche Reichsbahn, скульптура на будівлі DB у Дрездені, Ammonstr. 8-й
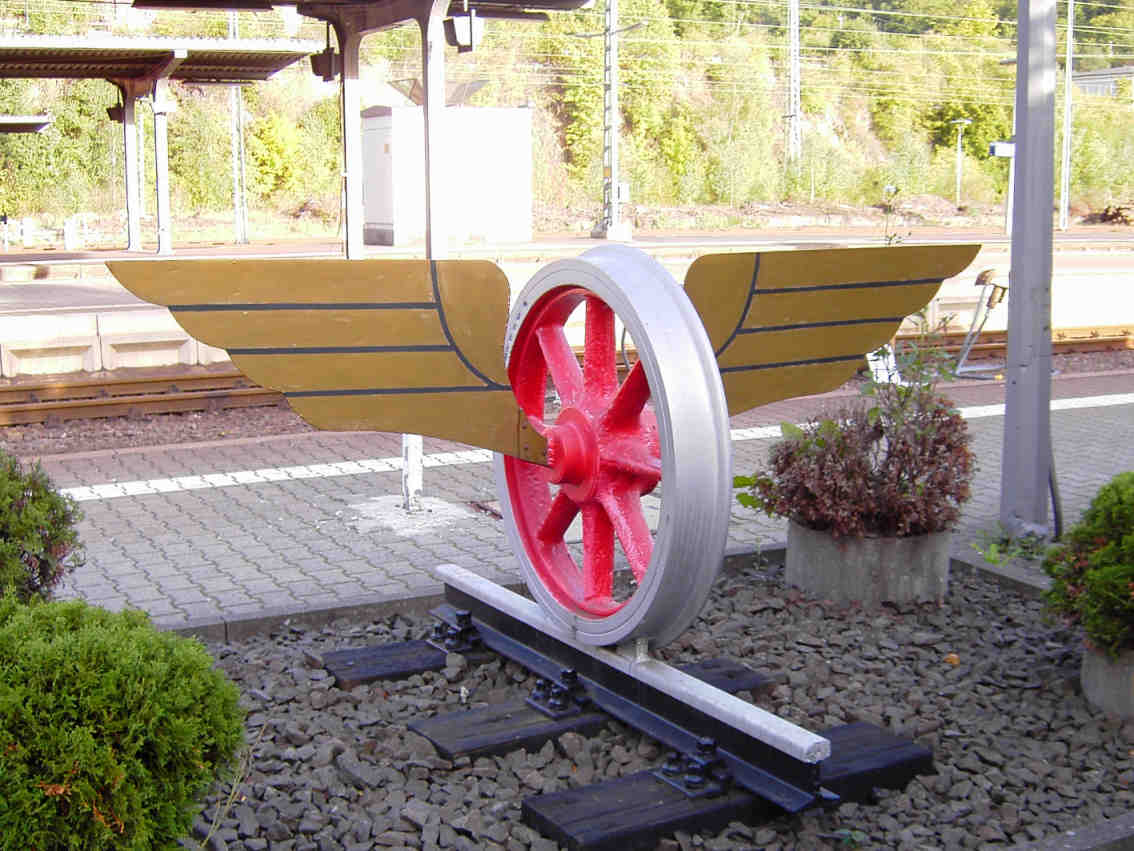
Орієнтир BW Ділленбург
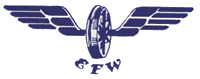
Логотип Eisenbahnfreunde Wetterau
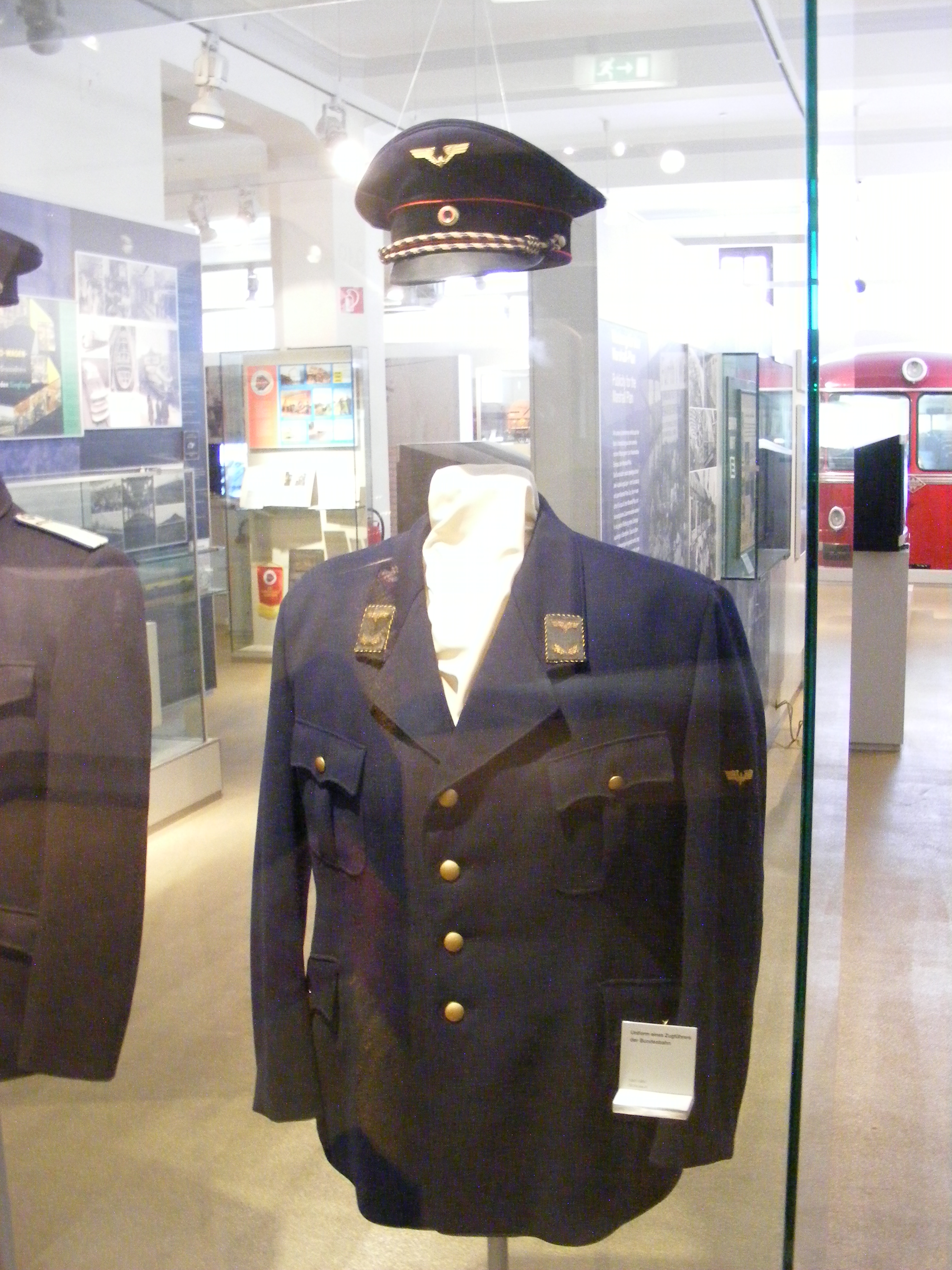
Історична форма машиніста поїзда Deutsche Bundesbahn
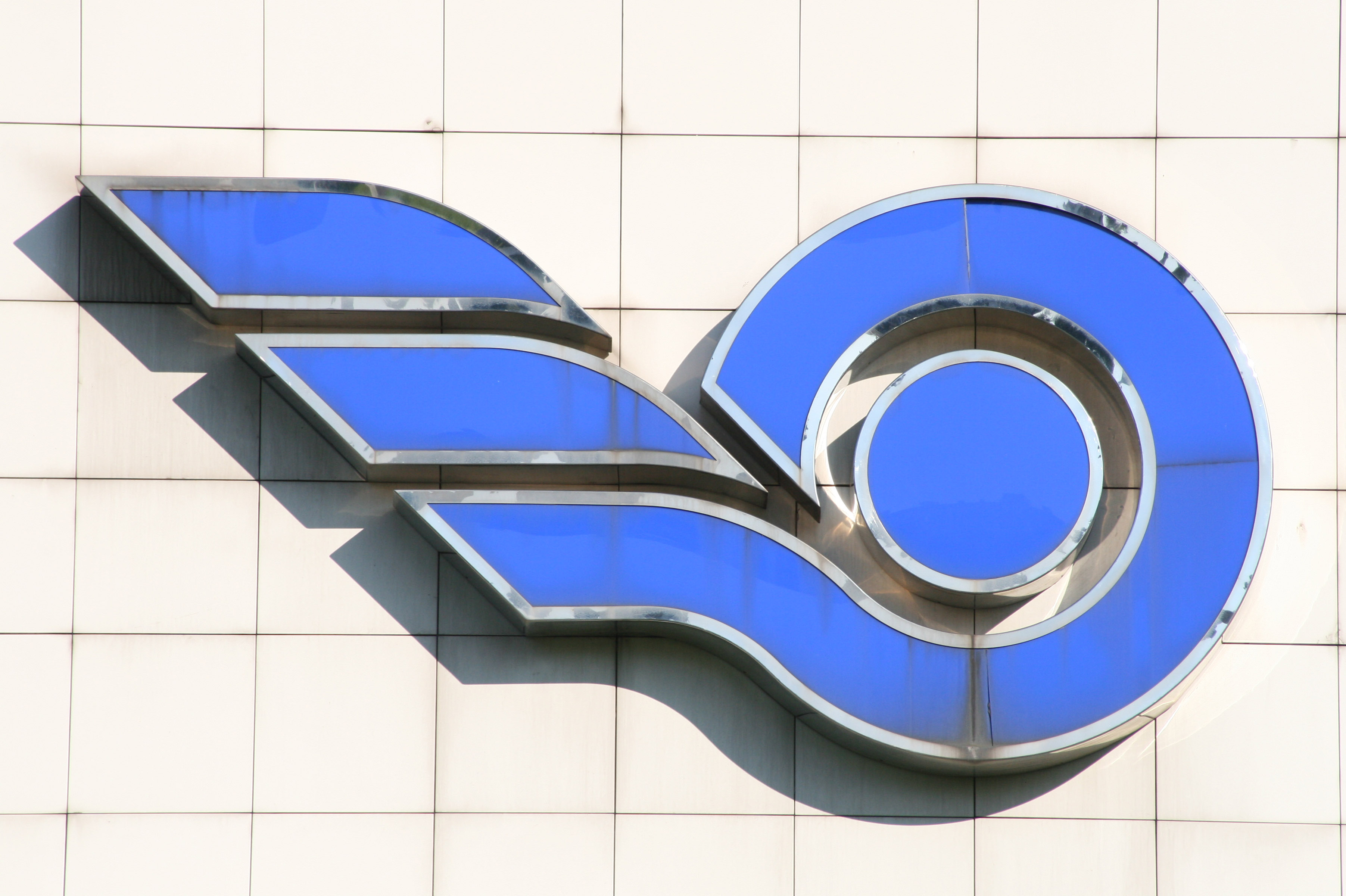
Логотип ЗСР
Логотип Укрзалізниці

## Геральдика
В геральдиці крилате колесо є негеральдичною фігурою і можлива у двох варіантах. Один з варіантів є правильним або лівим розташуванням крила (половина лету) на колесі, а інший - крило розташовані на одній і тій же стороні, на обох сторонах колеса. Сторону поворотного плеча повинна бути зазначена в описі герба. Крила можуть відрізнятися за кольором від колеса, але найчастіше зустрічається одна і та ж тинктура. Перевага віддається сріблу, золоту та чорному. Вид колеса може бути в осьовому напрямку або вид зверху протектора колеса на гербі, про це також слід повідомити.

Панама
Чоп
Знам'янка
Оліги
Черемха
Венґлінець
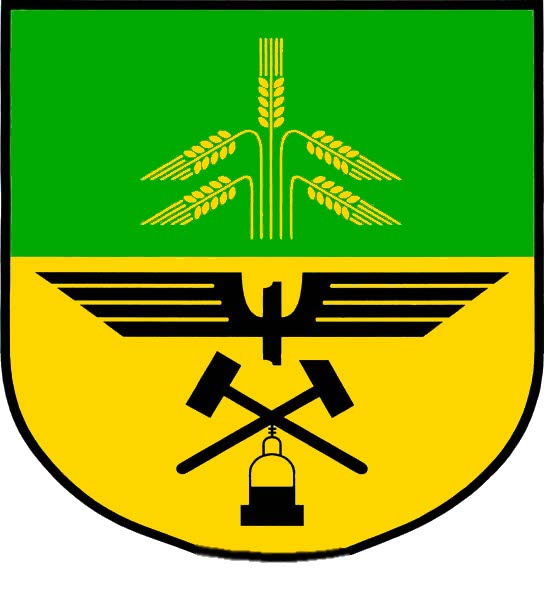
Дасніце
Сучдол-над-Одру
Крильбо
Остерфельд
Аулендорф
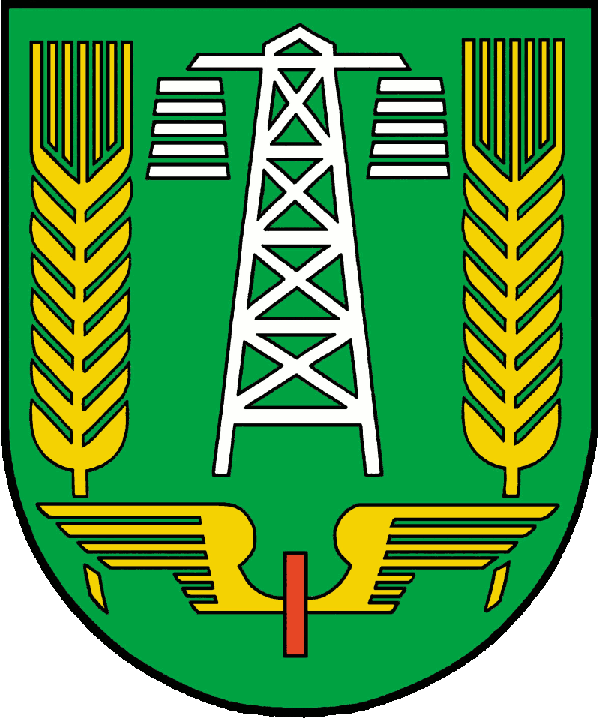
Фалькенберг
Богумін
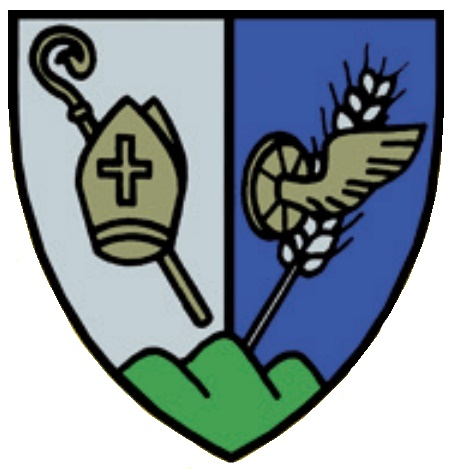
Абсдорф
Унтерлюс